# Montana Sky
Montana Sky é um telefilme produzido nos Estados Unidos em 2007, dirigido por Mike Robe e com atuações de Ashley Williams, John Corbett e Charlotte Ross. Foi estreado em 5 de fevereiro de 2007 pela Lifetime.